# Гаррієт Голл
Гаррієт А. Голл ((2 липня 1945 , Сент-Луїс, Міссурі  — 11 січня 2023 , Пуйаллап, Вашингтон ), англ. Harriet Hall) — американська сімейна лікарка, хірург ВПС США, письменниця, науковий комунікатор і скептик. Вона писала про альтернативну медицину та шарлатанство для журналів Skeptic і Skeptical Inquirer і була постійним автором і редактором-засновником Science-Based Medicine. Вона писала під своїм іменем або використовувала псевдонім «The SkepDoc». Після виходу у відставку в чині полковника ВПС США Холл часто виступала доповідачем на конференціях, пов’язаних із наукою та скептицизмом, у США та в усьому світі.

## Вибрані публікації
- Barrett, S.; WM London; M Kroger; H Hall; R Baratz (2012). Consumer Health: A Guide to Intelligent Decisions (вид. 9th). McGraw-Hill. ISBN 978-0-07-802848-9.
- Hall, Harriet A. (Spring–Summer 2003), Analysis of Claims and of an Experiment to Prove That Oxygen is Present in "Vitamin O", Scientific Review of Alternative Medicine, 7 (1): 29—33
- Hall, Harriet A. (May–June 2003a), Wired to the Kitchen Sink: Studying Weird Claims for Fun and Profit, Skeptical Inquirer, Committee for Skeptical Inquiry, т. 27, № 3, с. 46—48, процитовано 8 серпня 2009
- Hall, Harriet A. (Fall 2003), Chiropractic Information in a Public Library, Scientific Review of Alternative Medicine, 7 (2): 78—86
- Hall, Harriet A. (2007a) [2005], A Skeptical View of SPECT Scans and Dr. Daniel Amen, Quackwatch, процитовано 8 серпня 2009
- Hall, Harriet A. (Spring–Summer 2005), Blind-spot Mapping, Cortical Function, and Chiropractic Manipulation, Scientific Review of Alternative Medicine, 9 (1): 11—15
- Hall, Harriett (2005). Seek & Ye Shall Find: The God Code (Book Review). Skeptic. 11 (4).
- Hall, Harriet A. (May–June 2006), Teaching Pigs to Sing: An Experiment in Bringing Critical Thinking to the Masses, Skeptical Inquirer, т. 30, № 3, с. 36—39, архів оригіналу за 2 червня 2013, процитовано 8 серпня 2009
- Hall, Harriet A. (24 червня 2008), Death By Medicine, Science-Based Medicine, процитовано 9 серпня 2009
- Hall, Harriet A. (2008a). Women Aren't Supposed to Fly : The Memoirs of a Female Flight Surgeon. Lincoln, NE: iUniverse. с. 221. ISBN 978-0-595-49958-8. OCLC 263094055.
- Hall, Harriet; Howell, Kevin (2022). There's No Such Thing as the Tooth Fairy!. Lincoln, NE: BookBaby. с. 36. ISBN 978-1-66785-244-7.

## Інтернет-ресурси
- Tooth Fairy Science and Other Pitfalls: Applying Rigorous Science to Messy Medicine, Part 1
- Tooth Fairy Science and Other Pitfalls: Applying Rigorous Science to Messy Medicine, Part 2
- Science Based Medicine Lecture Series – 2015